# Vila Vella (Bétera)
Vila Vella és un jaciment arqueològic d'època romana localitzat al municipi de Bétera (el Camp de Túria).
Aquesta vil·la romana, que ocupa una extensió de 600m², es troba a 9 km del municipi. Està completament envoltat de tarongers, però el seu accés és fàcil de trobar. És un jaciment summament important i actualment segueix en excavació; aquesta és dirigida per Josep María Burriel, arqueòleg municipal.